# Dall'altra parte del cancello
Albums de Simone Cristicchi
Fabbricante di canzoni
(2005) Grand Hotel Cristicchi
(2010)
Dall'altra parte del cancello (en français : De l'autre côté du portail) est le deuxième album du chanteur italien Simone Cristicchi sorti en 2007. La chanson Ti regalerò una rosa, extraite de cet album, permet au chanteur de remporter le 57e Festival de Sanremo.

## Liste des titres de l'album
1. L'italiano d'après la chanson homonyme de Toto Cutugno
2. Ti regalerò una rosa
3. Laureata precaria
4. Monet
5. Non ti preoccupare Giulio avec Leo Pari, Pier Cortese et Marco Fabi
6. Legato a te (dédié à Piergiorgio Welby)
7. L'Italia di Piero
8. Il nostro tango
9. Nostra Signora dei Navigli (dédié à Alda Merini)
10. La risposta
11. Lettera da Volterra (avec Giovanni Allevi au piano)